# Шереш, Режё
Ре́жё Ше́реш (венг. Seress Rezső; 3 ноября 1899, Будапешт — 11 января 1968, Будапешт) — венгерский пианист и композитор еврейского происхождения
Музыкант-самоучка, Шереш в 1930-е гг. играл на пианино в будапештском ресторане «Kispipa». Сочинял песни, из которых одна — «Мрачное воскресенье» на стихи будапештского журналиста Ласло Явора — стала мировым хитом на многие десятилетия, прославившись, в частности, как «венгерская песня самоубийц». Пытался покончить с собой, бросившись с крыши, но выжил и повесился в больнице.

## Биография
Родился будущий композитор в Будапеште под именем Руди Шпитцер (Rudi Spitzer), а жизнь прожил и стал известным во всем мире, как Режё Шереш (с ударением на первом слоге). Известно, что мама его — Бланка Шпитцер, об отце нет никакой информации.
В школе Руди учился плохо и о карьере музыканта не мечтал. Подростком бросил школу, ушёл из дома и в одном из пригородов Будапешта устроился на работу в бродячий цирк. Увлекся воздушной акробатикой, на одной из репетиций сорвался с большой высоты. Работал без страховки и травмы получил серьёзные.
20-е годы. Знакомство с актёром-комиком Тивадором Биличи (Tivadar Bilicsi-Grawátsch) привело его в артистическую школу Сиди Ракоши. Получив артистическое образование, поступил на работу в Культурный Центр «Műszínkör». Проработал в театре девять лет. Кроме ролей в театральных постановках, у него была собственная музыкальная программа, с которой он успешно выступал. В 1925 году были выпущены пластинки с песней Шереша «Ещё одна ночь». Четыре выпуска было у этой пластинки.
Шереш, несмотря на успех, покидает театр. Переезжает в Париж, там безуспешно пытается найти работу. Но здесь рождается его знаменитое «Хмурое воскресенье» (слова и музыка Режё Шереша), впоследствии ставшее известным, как «Мрачное». Первыми знаменитое танго услышали не парижане, а земляки Шереша.
30-е годы. Шереш вернулся в Будапешт и по протекции композитора Йожефа Надора устроился тапёром в маленький ресторан «Фляжка» (Kulacs Étterem).
В эти годы он написал более сорока песен, несколько оперетт. Шереш стал неплохо зарабатывать, смог купить квартиру в Будапеште и добротное тёплое пальто, о котором давно мечтал. В 1934 году Шереш женился на красавице Хелене Нэдлер.
В 1935 году ему улыбнулась творческая удача. Журналист издания «Восьмичасовые новости» (8 Órai Újság) Ласло Явор (Jávor László), услышав его «Хмурое воскресенье», плененный завораживающей и грустной мелодией предложил написать другие стихи. Так появилось «Мрачное воскресенье» (Szomorú vasárnap) на слова Ласло Явора.
Через некоторое время после выхода пластинки с этой песней, Шереш узнал, что её включили в свой репертуар известнейшие музыканты и певцы мира. Первым был Пал Калмар (1900—1988), венгерский «король танго». За ним — Пётр Лещенко, который записал «Мрачное воскресенье» на пластинку со своим текстом на русском языке. По каким-то своим, одному ему ведомым каналам, Лещенко передавал Шерешу деньги, желая материально поддержать композитора, который не мог получать причитающиеся ему гонорары и жил только на ресторанную зарплату.
То были очень тяжёлые времена, и они внесли свои трагические коррективы в жизнь Шереша. Депрессия и паника охватили Венгрию. Многие не выдерживали и кончали жизнь самоубийством. С чьей-то лёгкой журналистской руки эти трагедии стали связывать с появлением пластинок с записями песни «Мрачное воскресенье». Иностранные газеты подхватили эти панихидные истории. Заслуженная слава композитора Шереша приобретала трагически-скандальный оборот. Песню стали запрещать, но по радио всё же звучал её инструментальный вариант. К 1936 на венгерском радио полностью запретили проигрывать песню Шереша.
После гитлеровской оккупации Шереш и его мама как евреи попали в трудовой концентрационный лагерь. Рытьё противотанковых рвов, установка минных полей, вот чем пришлось заниматься Шерешу. Через три с половиной года, пройдя через голод, холод, побои, издевательства, он неожиданно получил самый высокий гонорар за свое грустное, гениальное танго. Композитора спас от смерти немецкий офицер, видевший Шереша во время исполнения шлягера «Мрачное воскресенье» в будапештском ресторане ещё до войны. Шереш вернулся живым домой. Здесь он узнал о гибели мамы в лагере, и о том, что его любимая Хелена ушла к другому. Спасли музыканта жизнелюбие и работа в ресторанчике «Kispipa» («Дудочка»). Вскоре Хелена вернулась к нему, и он простил её.
В 1968 году 13 января (в возрасте 68 лет) композитор выбросился из окна своей квартиры. Он остался жив, но в больнице, по официальной версии, довёл свой замысел до конца. Он ушёл из жизни «по собственной воле». Сомнения по этому поводу остаются. Шереш был похоронен на еврейском кладбище на улице Козьмы в Будапеште.

## Память
На доме, в котором он жил, жители своими силами установили мемориальную доску. Песни его помнят и поют. Конечно же самая популярная — «Мрачное воскресенье». При жизни Шереша и после того, как он покинул наш бренный мир, ее исполняли Пол Уайтмен, Поль Робсон, Билли Холлидей, Сара Вон, Рэй Чарльз, Диаманда Галас, Бьорк — более 70 имён с 1935 года по сегодняшний день!